# Микроудобрения
Микроудобрения — удобрения, содержащие микроэлементы, вещества, потребляемые растениями в небольших количествах. Подразделяются на борные, медные, марганцевые, цинковые, кобальтовые и другие, а также полимикроудобрения, в составе которых 2 и более микроэлементов. В качестве микроэлементов применяют соли микроэлементов, отходы промышленности (шлаки, шламы), фритты (сплавы солей со стеклом).
Наиболее эффективными формами микроэлементов являются хелаты (Zn, Cu, Mo, Fe, Co) и другие соединения в составе органических молекул (борэтаноламин и др.)